# 色林错裸鲤
色林错裸鲤（学名：Gymnocypris selincuoensis）是一种分布于西藏自治区色林错湖的一种裸鲤属鱼类。
早期曾被认为是小头裸裂尻（Schizopygopsis microcephalus）的指名亚种，后被认为是纳木错裸鲤（Gymnocypris namensis)。